# Antoine Warnier
Antoine Warnier   (Rocourt, 24 de juny de 1993) és un ciclista belga, que fou professional entre el 2013 i el 2018. Va córrer als equips Color Code-Biowanze i WB Veranclassic Aqua Protect.

## Palmarès
- 2014
  - Vencedor d'una etapa a l'Arden Challenge
- 2016
  -  Campió de Bèlgica en contrarellotge per equips